# Stoa (Maastricht)
De Stoa is een woongebouw in het centrum van de Nederlandse stad Maastricht, gelegen aan het Charles Eyckpark en de rivier de Maas in het stadsdeel Wyck-Céramique. Het in 2002 voltooide gebouw van de Zwitserse architect Luigi Snozzi bevat 131 appartementen, verdeeld over een uit twaalf repeterende eenheden bestaand bouwvolume met een totale lengte van circa 300 meter.

## Geschiedenis
Het terrein waarop sinds 2002 de Stoa staat, lag tot 1867 net buiten de stadsmuur van Wyck. Op de noordwestelijke hoek van dit terrein stond de vijftiende-eeuwse Recentoren, waarvan begin jaren 1990 de fundamenten zijn opgegraven en waarvan restanten in het ontwerp van het Charles Eyckpark zijn opgenomen. Iets verderop staat de gerestaureerde Maaspunttoren uit de veertiende eeuw. In de zeventiende en achttiende eeuw werd de vesting Maastricht verder uitgebouwd met een gordel van buitenwerken. Ter plekke van de Stoa lag het Ravelijn aan de Hoge Maaspunt, aangelegd kort na 1632 en gesloopt in 1868. De saillant ('punt') van het ravelijn lag ter hoogte van het heuveltje met de molensteen in het noordelijk deel van het Charles Eyckpark, de face van het verdedigingswerk liep dwars door het blok Bellefroidlunet 10-12 en de flank strekte zich uit over het trottoir voor Bellefroidlunet 6-10. Het ravelijn werd omgeven door een gracht die tussen Bellefroidlunet 12 en 14 liep en gevoed werd door de Maas. Aan de veldzijde van de gracht lag een enveloppe, die het ravelijn verbond met de andere buitenwerken van Wyck. De enveloppe doorsneed de Stoa ter hoogte van Bellefroidlunet 24-26. Nog verder naar het zuiden, ter plekke van de Wiebengahal, lag Bastion de Rooy.
Na de opheffing van de vesting in 1867 kwam het terrein in handen van de aardewerkfabriek Société Céramique, die in 1851 was opgericht als Clermont & Chainaye. Onder directeur Jaunez (1863-1913) maakte het bedrijf een snelle groei door. Op oude luchtopnames is te zien dat het fabrieksterrein dicht bebouwd was met ter hoogte van de Stoa fabriekshallen met sheddaken en diverse schoorstenen. In 1958 fuseerde de fabriek met de lokale concurrent De Sphinx, waarna de aardewerkproductie in Wyck geleidelijk werd afgebouwd. Omstreeks 1980 lag het fabrieksterrein grotendeels braak.
In 1988 kocht het pensioenfonds ABP, waarmee de gemeente Maastricht een publiek-private samenwerking was aangegaan, het 23 hectare grote Céramiqueterrein en begon de herontwikkeling. De meeste fabrieksgebouwen werden gesloopt. De architect en stedenbouwkundige Jo Coenen maakte een masterplan, waarbij de Avenue Céramique de belangrijkste noordzuid-as werd. Coenen nodigde een groot aantal (internationale) architecten uit om de diverse bouwblokken te realiseren. Voor het langgerekte perceel langs de Maas werd een besloten prijsvraag uitgeschreven, waaruit Coenens vroegere leermeester en vriend, de Zwitser Luigi Snozzi, als winnaar uit de bus kwam. Ook andere architecten uit de Tessiner School, Mario Botta en Aurelio Galfetti, kregen in Céramique belangrijke projecten toegewezen.
De eerste schetsen van Snozzi dateren uit 1991, maar de plannen werden in overleg met Coenen en de andere architecten diverse malen aangepast. Snozzi had een duidelijke visie voor deze plek, die volgens hem een raamwerk moest bieden voor de openbare gebouwen aan weerszijden (Centre Céramique en Derlontheater (Bordenhal) aan de ene kant, en Bonnefantenmuseum en Wiebengahal aan de andere kant). Bovendien moest het nieuwe gebouw een passende achtergrond vormen voor het geplande park aan de Maas. De vermoedelijk van Snozzi afkomstige benaming Stoa verwijst naar de Griekse stoa's – langgerekte openbare gebouwen met een colonnade. Weliswaar kreeg het gebouw geen zuilengalerij en is het even min de bedoeling geweest dat hier een openbare functie zou komen, maar de langgerekte vorm en de verhoogde positionering als achtergrond voor het openbare park is er wel. De bouw ging van start in het najaar van 1999. De opening door burgemeester Gerd Leers vond plaats op 10 oktober 2002.

## Architectuur
Het gebouw van Snozzi strekt zich uit over een lengte van 300 meter langs de Maas en is daarmee het langste woongebouw in Maastricht. Door zijn geledingen wekt het de indruk van een reeks identieke 'torentjes', die door een opgetilde 'balk' met elkaar verbonden worden, als blokjes kaas aan een cocktailprikker. De twaalf torentjes zijn stevig met elkaar verbonden; alleen op de hogere en lagere verdiepingen zijn ze vrijstaand. Dit zorgt voor een dynamisch en toch rustig silhouet langs de rivier. De torentjes tellen zeven bouwlagen; de tussenliggende delen drie of vier, waarbij de onderste twee lagen ontbreken. Van de 131 luxueus afgewerkte appartementen, met een gemiddelde bruto-vloeroppervlakte van 162 m² en allemaal met uitzicht op de rivier, waren er 65 voor de verkoop bestemd en 66 voor de verhuur.

### Westgevel, keermuur en pergola
Hoewel de eigenlijk voorgevel van de Stoa aan de oostzijde ligt, aan de Bellefroidlunet, waar zich ook de entrees bevinden, ligt de naar de Maas gerichte westgevel het meest in het zicht. De opvallende daklijn met zijn torenachtige uitstulpingen geeft het gebouw vanuit het park, vanaf de bruggen en vanaf de andere rivieroever een herkenbaar aanzien. Elke toren heeft in de drie bovenste bouwlagen een inkeping, geaccentueerd door een horizontale lamellenstructuur, waardoor telkens aan weerskanten twee bakstenen kolommen gevormd worden (zie afbeelding hieronder). De horizontaliteit van het gebouw wordt dus voortdurend onderbroken, niet alleen door de twaalf torens, maar ook door de 24 kolommen. De horizontale 'balk' die de torens verbindt is optisch versmald tot drie bouwlagen door het terugplaatsen van de bovenste laag, die bovendien in andere materialen (zwart staal en glas) is vormgegeven. Doordat de balk twee bouwlagen is 'opgetild', heeft de gevel een zekere transparatie. Ter compensatie van deze vrij ingewikkelde structuur zorgt het uniforme, oranjerode metselwerk en de regelmatige vensterverdeling voor rust in de gevel. Een opvallend element is de bijna drie meter hoge 'keermuur' met pergola, die het wooncomplex effectief scheidt van het openbare park en daardoor de privacy van de bewoners waarborgt. De betonnen muur is in feite de westelijke buitenmuur van de private parkeergarage, die tevens fungeert als een podium waarop het gebouw staat en waar ruimte is gelaten voor privéterrassen. Alleen de meest zuidelijke toren staat niet op dit podium, waardoor de publieke ruimte hier aan het gebouw raakt. Op de zuidwestelijke hoek, naast het Bonnefantenmuseum, is een galerie gevestigd. De harde vormen van muur en pergola worden aan de parkzijde verzacht door een begroeiing van klimplanten. Op twee plaatsen in de muur zijn doorgangen gemaakt voor voetgangers en fietsers.

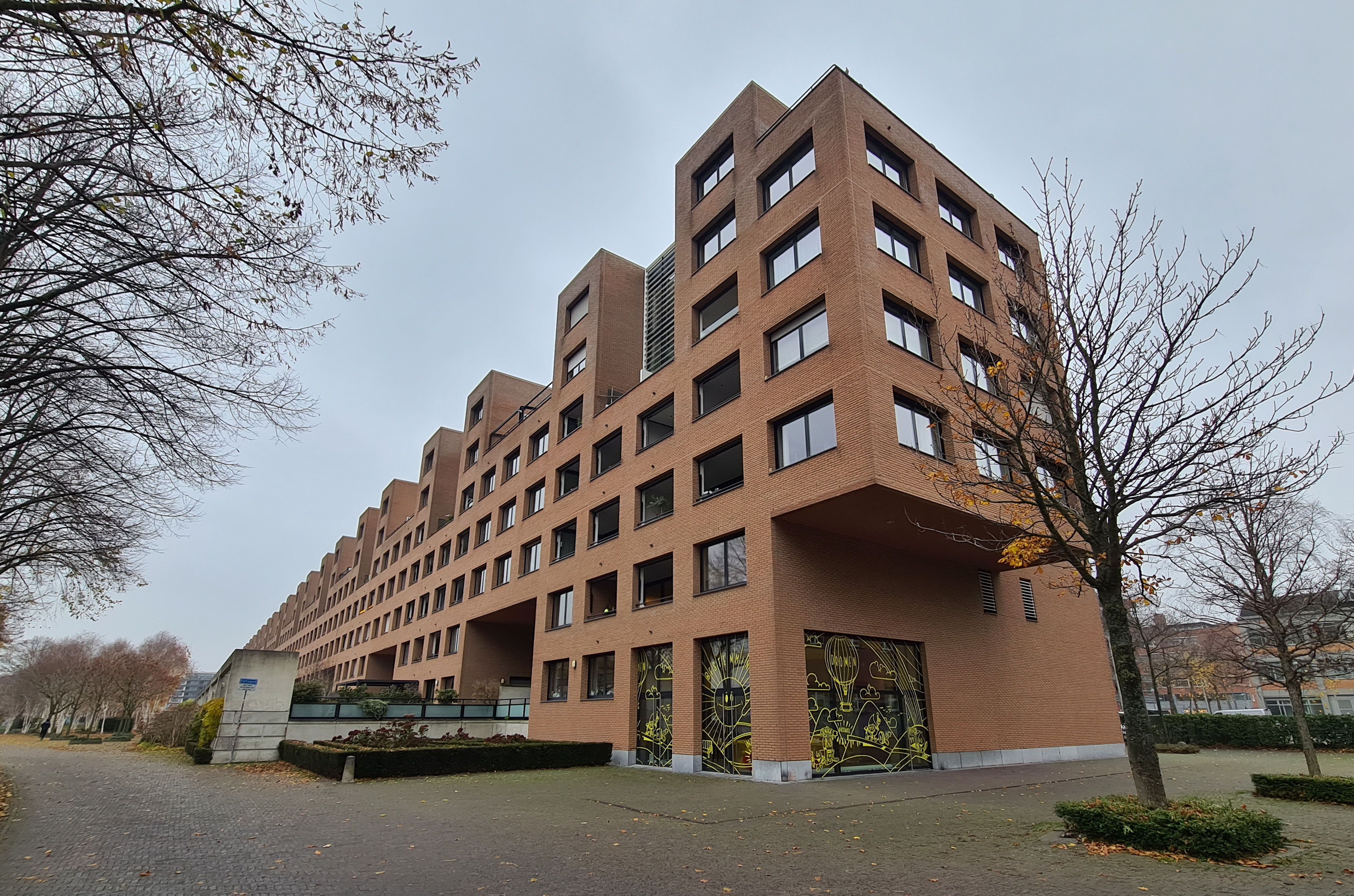
Westgevel, vanuit het zuiden
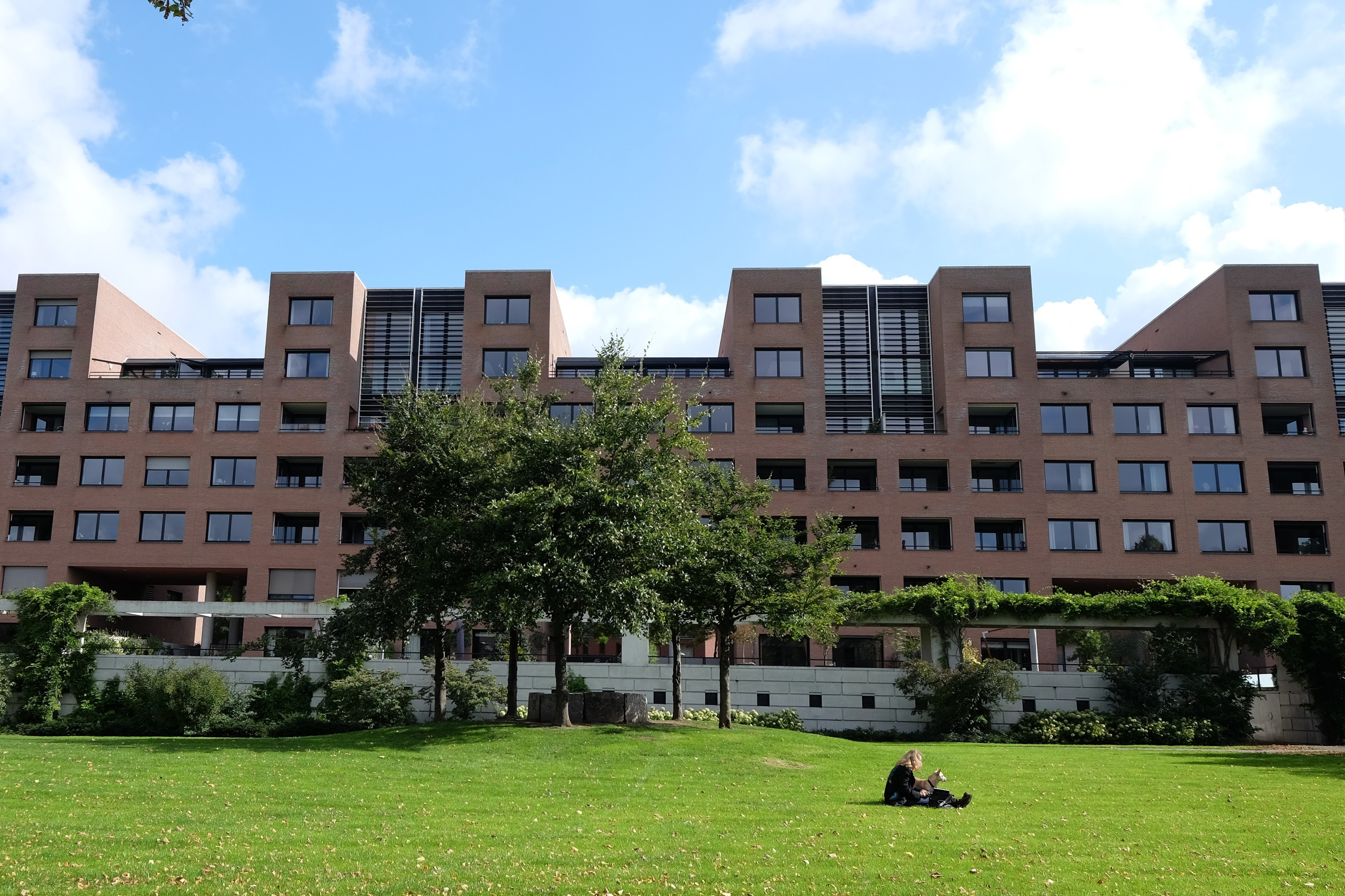
Westgevel, frontaal
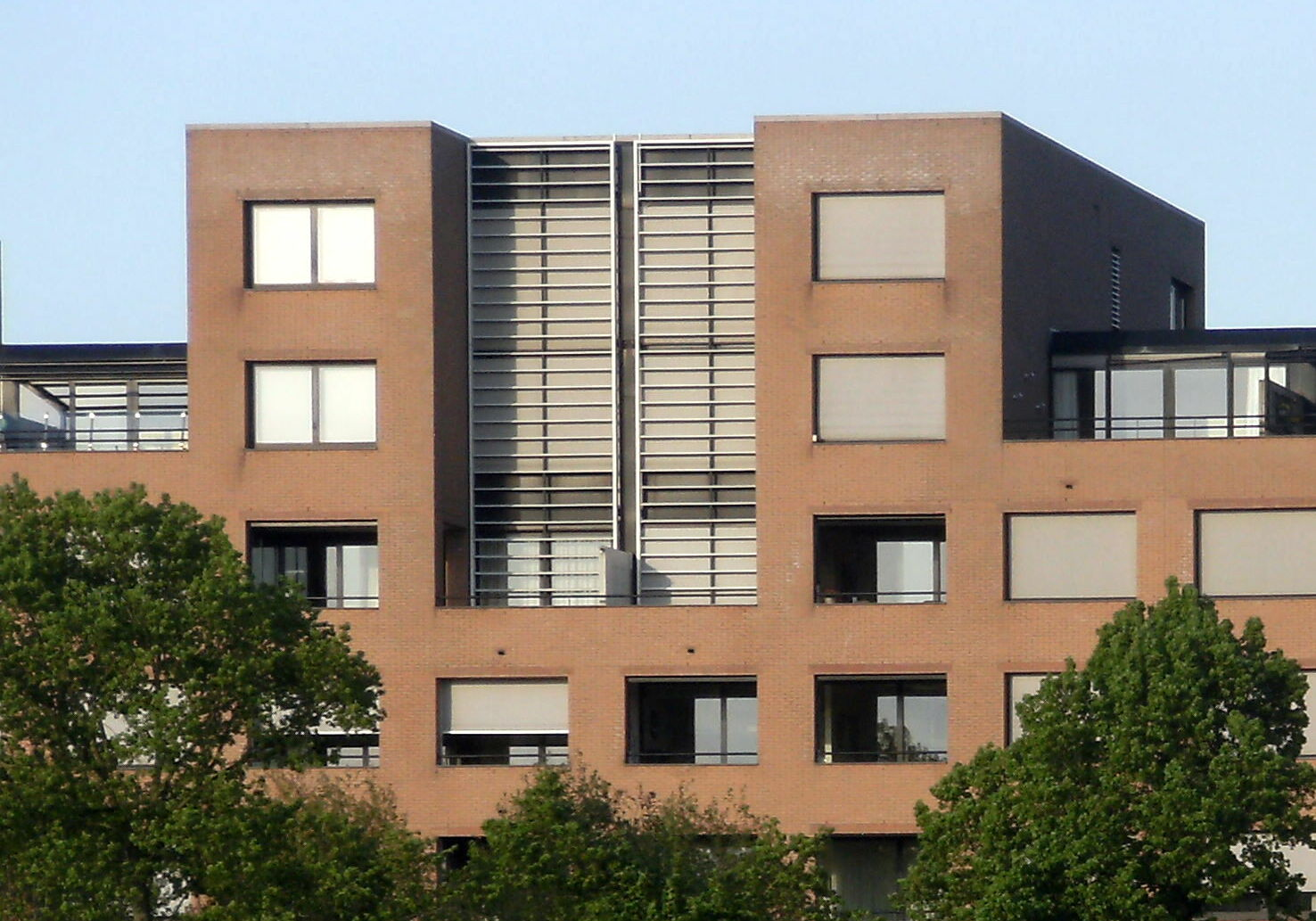
Idem, architectuurdetail
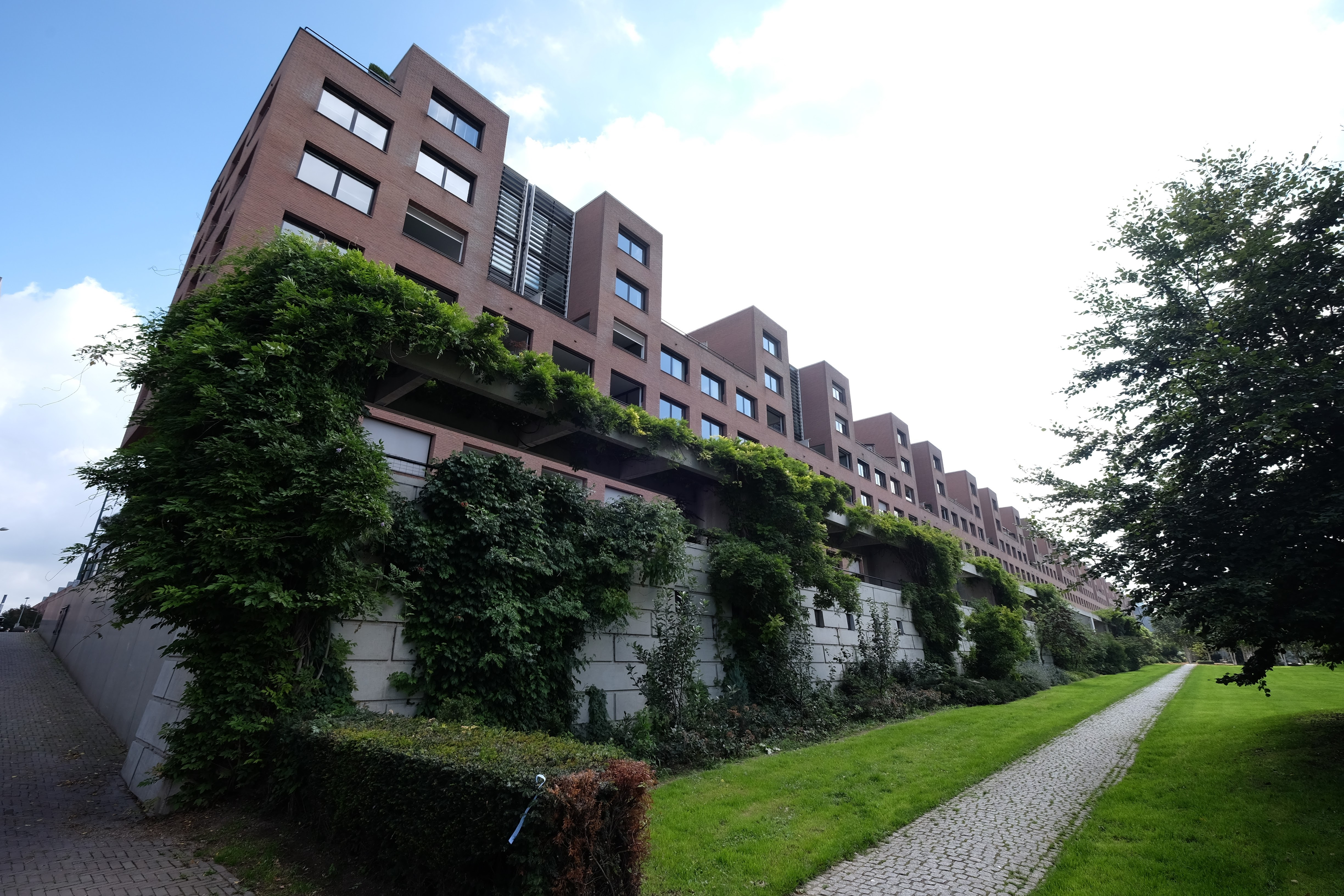
Begroeide muur en pergola

### Oostgevel, zijgevels en daken

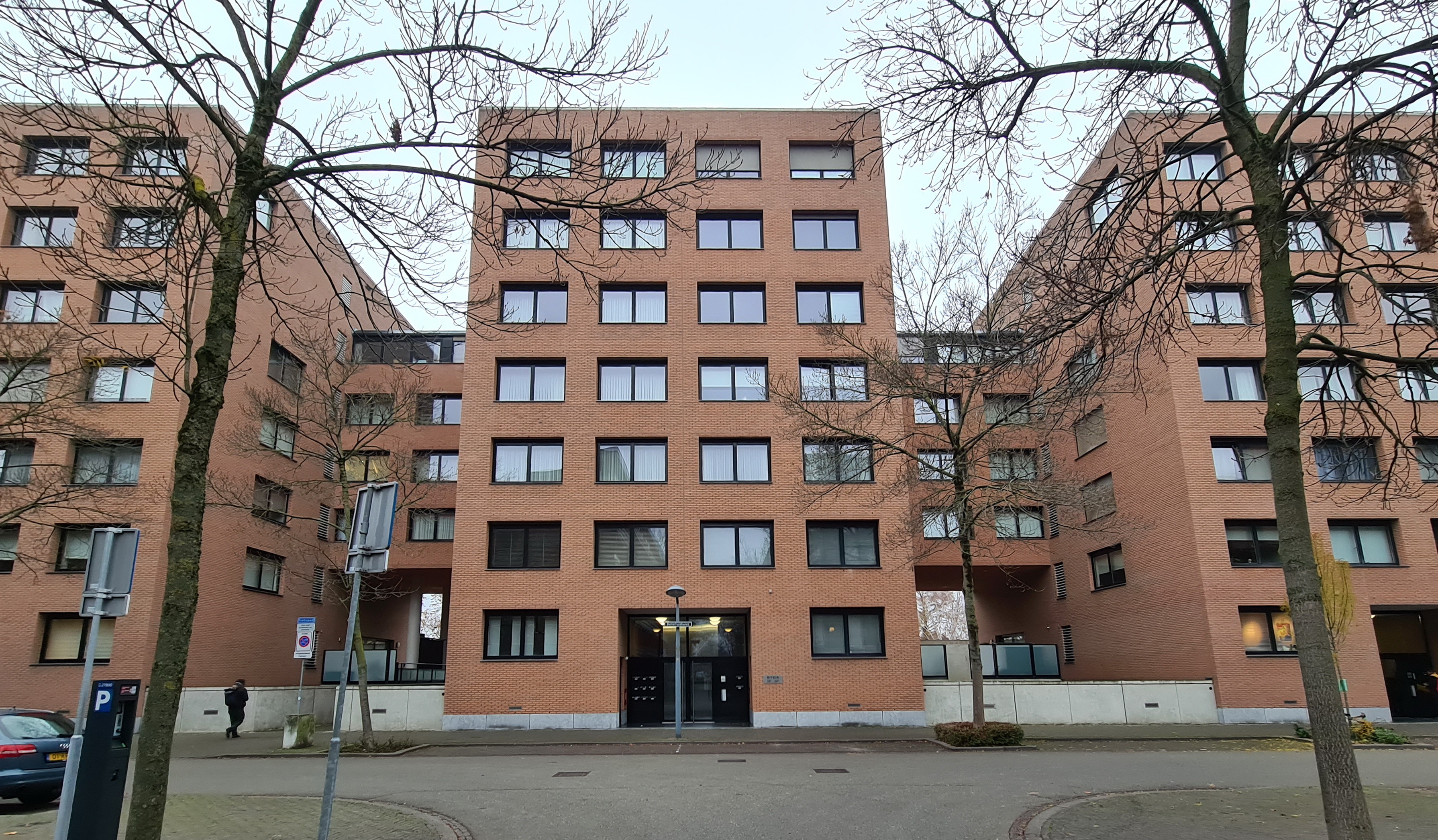
Drie torens, gezien vanuit de Levignelunet. Links een doorgang naar het park

De geleding van het totale bouwvolume in torenachtige deelvolumes is ook aan de oostzijde evident. Misschien nog wel duidelijker waarneembaar, omdat de verbindingsbalk tussen de torentjes hier ver terugwijkt, waardoor deze alleen zichtbaar is als men er recht voor staat. Wanneer men met de rug naar het Centre Céramique gekeerd de Bellefroidlunet in kijkt, dan ziet men aan de rechterzijde twaalf identieke blokken die vrij lijken te staan, elk met een hoogte van zeven bouwlagen en een breedte van vier traveeën. De vensterverdeling over de bakstenen gevels is volkomen regelmatig. Alleen op straatniveau wijken de centraal geplaatste entrees daarvan af, doordat ze bijna twee traveeën in beslag nemen. Doordat deur- en vensteropeningen vrij diep terug liggen in de gevel, is de schaduwwerking en het dramatisch effect daarvan groot. De lage plinten van grijze natuursteen zijn in overeenstemming met het masterplan van Coenen. Bij de tussendelen gaat de plint over in een betonnen verhoging, een voortzetting van het podium aan de westkant, dat aan deze zijde geheel leeg is en ook hier een barrière vormt tussen straat en privédomein. Op vijf plaatsen wordt de betonnen verhoging doorsneden, driemaal voor de toegangen van de onderliggende parkeergarage en tweemaal voor de verbindingspaden met het achtergelegen park.
Door de diverse inkepingen in het gebouw zijn er in feite 24 zijgevels. De kopgevels aan de noord- en zuidzijde zijn identiek vormgegeven. De door het gehele complex lopende balk steekt hier een stuk uit de gevel in de vorm van een vier verdiepingen hoge en drie traveeën brede erker. De vensterindeling van de andere zijgevels, de 'tussengevels', lijkt op die van de kopgevels, met uitzondering van de erkers en met toevoeging van een verticale vensterreeks. De platte daken van zowel de torentjes als de verbindende delen zijn gevrijwaard van dakopbouwen, schoorstenen of dakterrassen, waardoor de karakteristieke daklijn niet wordt verstoord.

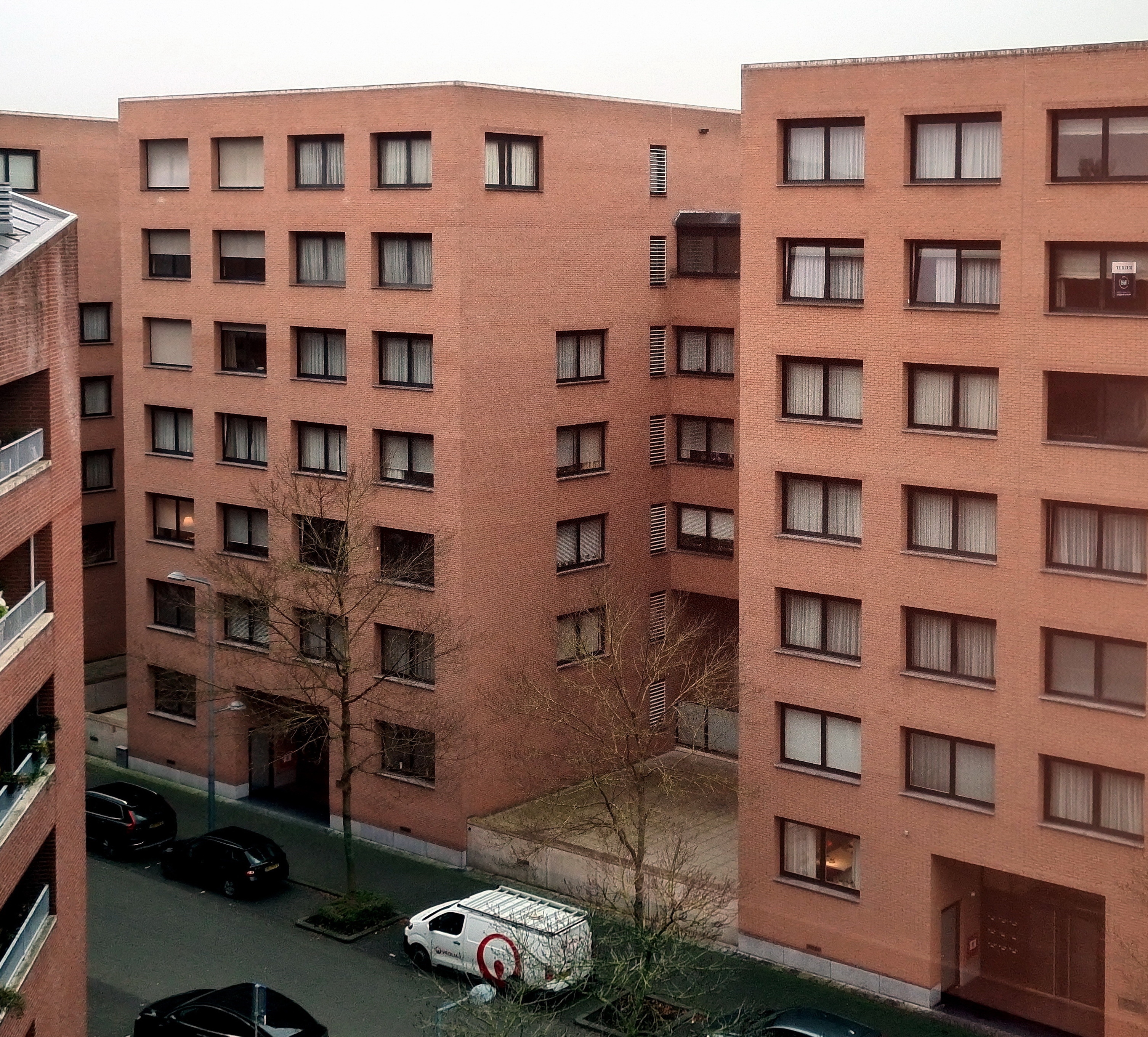
Twee noordelijke torens, gezien vanuit Centre Céramique
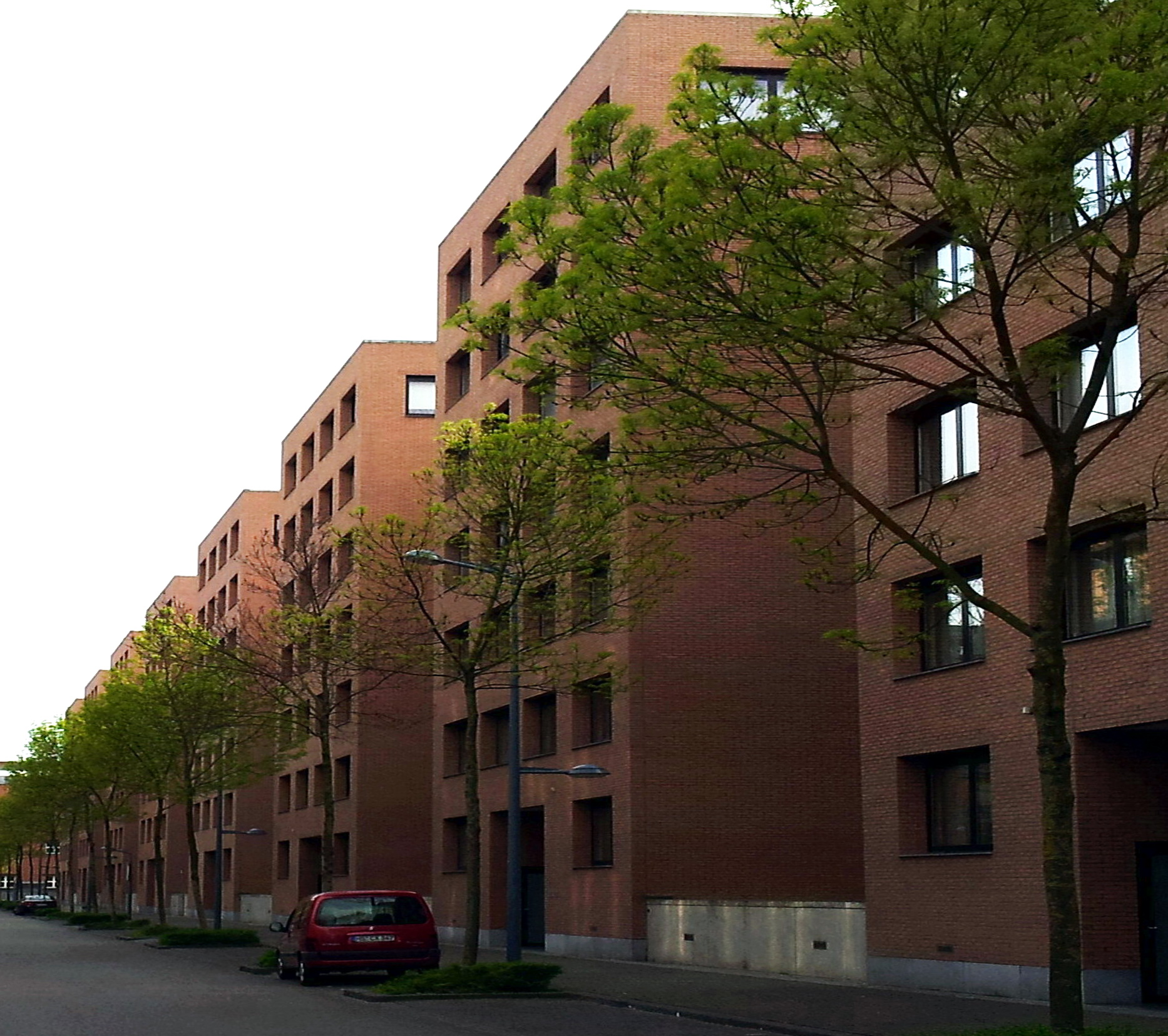
Bellefroidlunet, gezien naar het zuiden
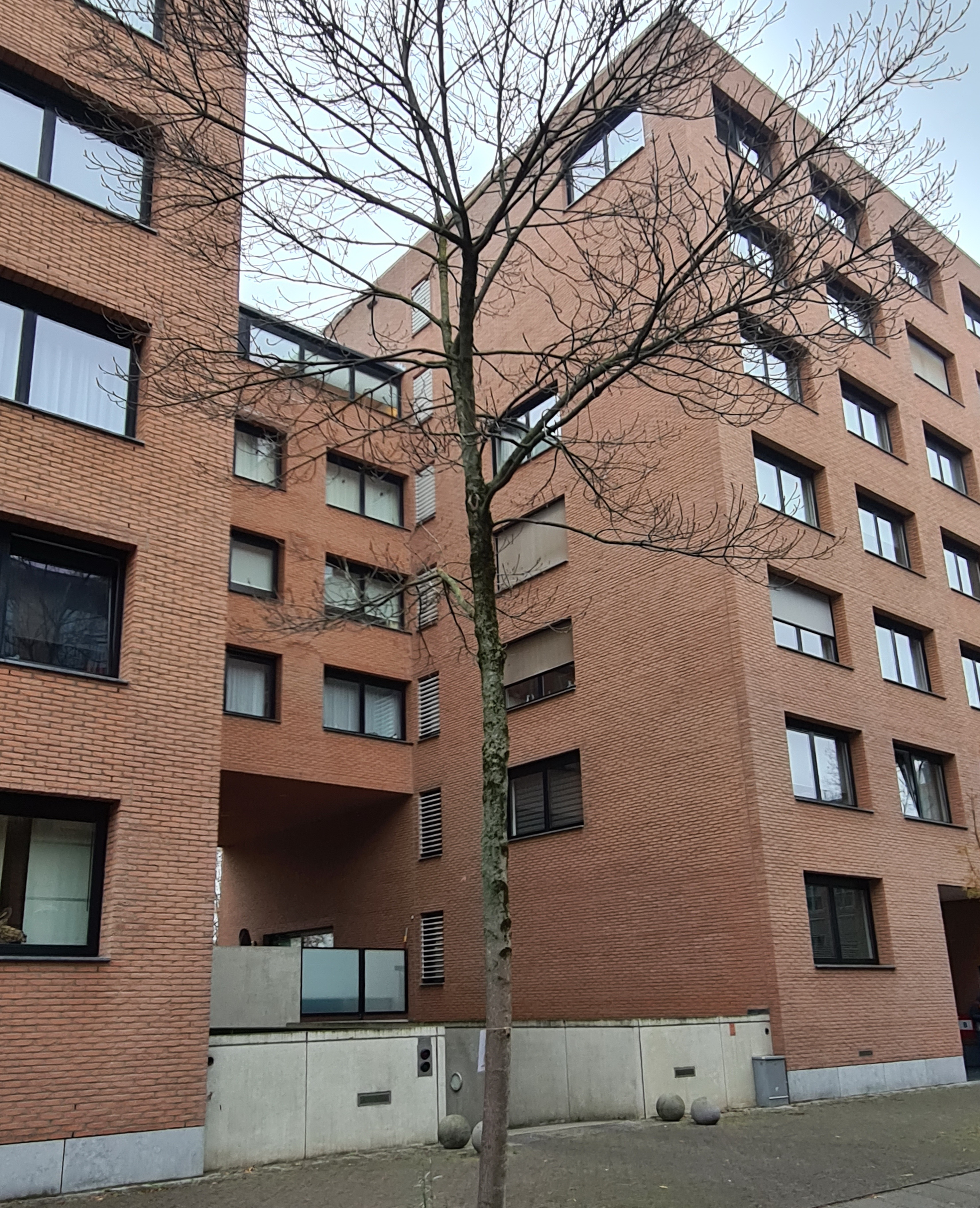
Toegang parkeergarage en 'tussengevel'
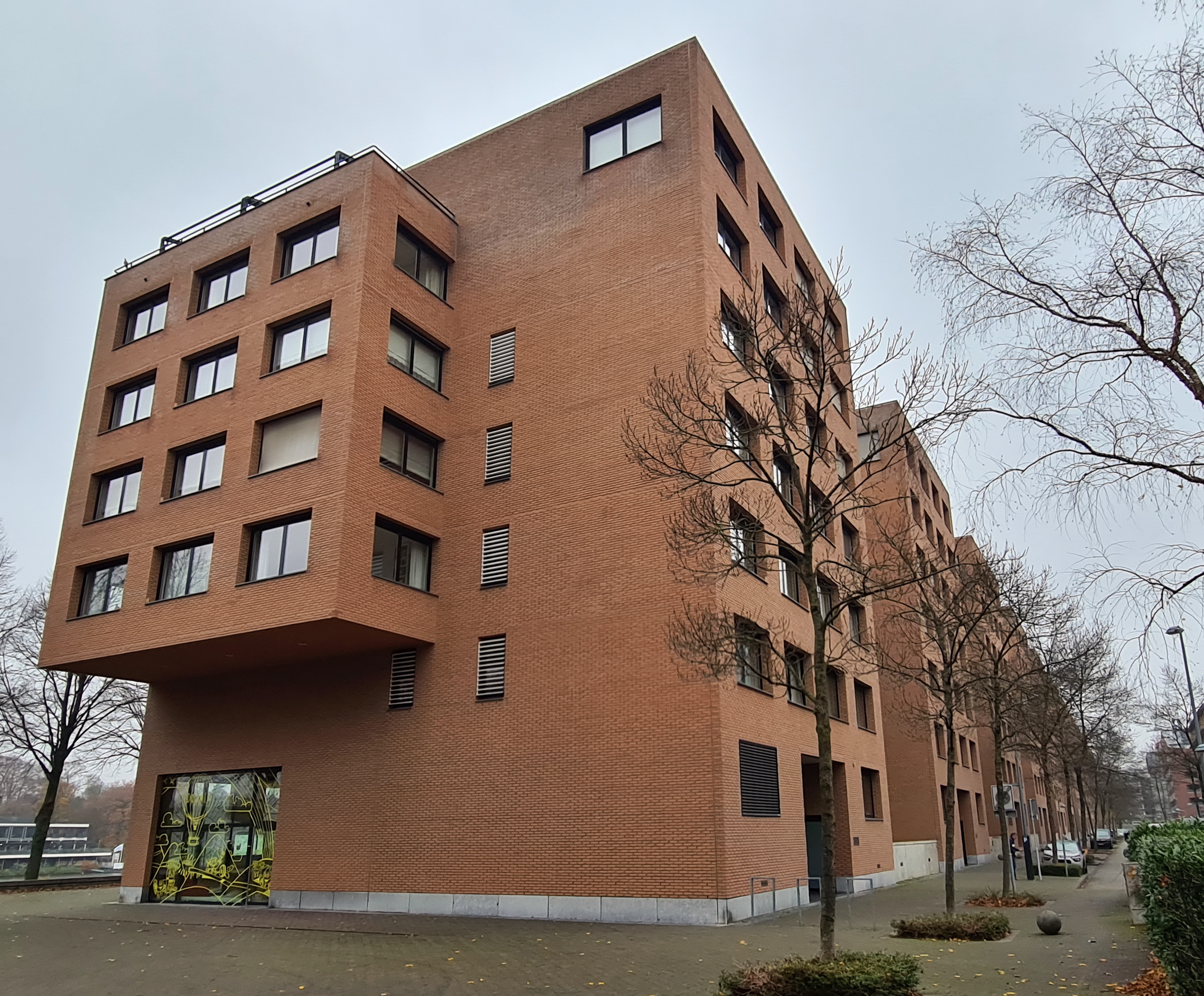
Zuidelijke kopgevel en gevelrij Bellefroidlunet

## Varia
- Bij de oplevering in 2002 boden de appartementen en penthouses van de Stoa een voor Maastricht ongekende luxe en service. Zo konden bewoners met een huiscomputer goederen bestellen of diensten aanvragen, een nieuwigheid in die tijd. Boodschappen werden thuis bezorgd, ook als men niet thuis was.[1] Met verkoopprijzen (in 2002) vanaf 600.000 gulden en huren tussen de 1400 en 5500 gulden, behoorde de Stoa tot het hogere segment van de huizenmarkt.[4]
- Het Maastrichtse architectuurcentrum TOPOS publiceerde in 2020 een architectuurgids waarin 140 mensen vertellen wat hun favoriete gebouw in Maastricht of omgeving is. Het echtpaar Appie en Tineke Luermans, bewoners van de Stoa, kozen voor het gebouw waarin ze wonen, dat ze "de parel van de wijk Céramique" noemen, vooral vanwege het uitzicht op het park en de Maas.[12]